# Список об'єктів Світової спадщини ЮНЕСКО в Чорногорії
У списку об'єктів Світової спадщини ЮНЕСКО у Чорногорії налічується 4 найменування (станом на 2017 рік).
З об'єктів Світової спадщини у Чорногорії:
- 3 культурні об'єкти
- 1 природний об'єкт

3 культурні об'єкти визнані шедевром людського генія (критерій i) і 1 об'єкт визнаний природним феноменом виняткової краси та естетичної важливості (критерій vii).
У цій таблиці об'єкти розташовані в порядку їх додавання до списку Світової спадщини ЮНЕСКО.
| № | Зображення | Назва | Місцеположення                                                      | Час створення     | Час внесення до списку | №                                                 | Критерії       |
| - | ---------- | --- | ------------------------------------------------------------------- | ----------------- | ---------------------- | ------------------------------------------------- | -------------- |
| 1 |            | Природний та культурно-історичний регіон Котор (чорн. Природни и културно-историјски регион Котора)                                                          | місто Котор                                                         | 168 рік до н. е.  | 1979                   | 125 [Архівовано 11 липня 2017 у Wayback Machine.] | i, ii, iii, iv |
| 2 |            | Національний парк Дурмітор (чорн. Национални парк Дурмитор)                                                                                                  | найближче місто Жабляк                                              | —                 | 1980 2005              | 100 [Архівовано 11 липня 2017 у Wayback Machine.] | vii, viii, x   |
| 3 |            | Стечки — середньовічні надгробні кладовища (англ. Stećci Medieval Tombstone Graveyards) * Грчко гробле, Жабляк * Баре Жугича, Жабляк * Грчко гробле, Плужине | Хорватія (спільно з Боснією і Герцеговиною , Сербією та Хорватією ) | XII—XVI століття  | 2016                   | 1504                                              | iii, vi        |
| 4 |            | Венеційські оборонні споруди XVI—XVII століть (чорн. Венетіан утвррења XV—XVII століття) а) Укріплене місто Котор                                            | Громада Котор (Спільно з Італією, Хорватією)                        | XVI—XVII століття | 1980 2017              | 1533                                              | iii, iv        |